# Kapp (Einheit)
Kapp war ein kleines Getreidemaß und Flächenmaß.

## Flächenmaß
Der Kapp war ein Flächen- und Feldmaß in Livland.
- 1 Kapp = 1600 Quadratfuß (russ.) ≈ 1600 square inch (engl.) ≈ 1,4864 Ar

## Volumenmaß
Das Volumenmaß war in Narva gültig.
- 1 Last = 24 Tonnen = 96 Viertel = 768 Kapp[2] ≈ 196128 Pariser Kubikzoll ≈ 3886,4 Liter[3]
- 1 Viertel = 8 Kapp ≈ 2043 Pariser Kubikzoll ≈ 40,4833 Liter
- 1 Kapp ≈ 5,06 Liter

nach anderer Quelle:
- 1 Viertel =  8 Kapp ≈ 38,1628 Liter[4]
- 1 Kapp ≈ 4,77 Liter

Wurde spanisches oder französisches Salz gemessen, so hatte
- 1 Last = 18 Tonnen und je 34 Kapp.[5]